# Kalevala Koru

Logo Kalevala Koru

Kalevala Koru Oy jest fińskim producentem biżuterii złotej, srebrnej oraz z brązu, znajdującym się w Helsinkach. Firma powstała na początku lat 30. XX wieku. Przychód w roku 2012 jest szacowany na 20 milionów euro. Kalevala Koru zatrudnia około 190 pracowników.